# Las malas
Las malas es la primera novela de la escritora y actriz  argentina Camila Sosa Villada. Fue publicada en Argentina el 1 de marzo de 2019, bajo la editorial Tusquets Editores, con sede en Barcelona, España.

## Sinopsis
Las Malas es una obra ficticia que va y viene en la vida de Camila. Escribe sus experiencias de vida desde su infancia en Mina Clavero como un niño marginado, hijo único de un matrimonio de clase baja, hasta su vida en la ciudad de Córdoba que comparte con una nueva familia bajo el ala materna de la tía Encarna. La novela está ambientada principalmente en 2002 y está narrada por la autora. Las historias tratan sobre las dificultades que encontró durante toda su vida como travesti, pero también sobre la vida del grupo de trabajadoras sexuales (en su mayoría compañeras travestis) que conoce en el Parque Sarmiento.

## Recepción
El libro ha sido un éxito de ventas y de crítica desde su publicación. El mismo ha sido traducido al francés, al inglés, al alemán, al croata entre otros.  
En 2020, se anunció que la novela sería adaptada a una serie de televisión, a cargo del director  Armando Bó. Tras varios años de estancamiento, el proyecto cambió para ser llevado adelante como película con la actriz Karla Sofía Gascón en el rol de la tía Encarna, anuncio que se realizó en 2024.

## Premios
- En octubre de 2020, Las malas recibió el premio Sor Juana Inés de la Cruz, en la Feria Internacional del Libro de Guadalajara.

- El libro también recibió el Grand Prix de l'Héroïne que otorga la revista francesa Madame Figaro y el Premio de Narrativa en Castellano que otorga la librería barcelonesa Finestres.[7]